# Прунскене, Казимира Дануте
Казими́ра Дану́те Пру́нскене (лит. Kazimira Danutė Prunskienė; род. 26 февраля 1943, дер. Васюлишкес, Швянчёнский район, Виленская земля, генеральный округ Литва, Рейхскомиссариат Остланд) — литовский экономист и политик, первый премьер-министр Литовской Республики после провозглашения Акта восстановления независимости Литвы (17 марта 1990 — 10 января 1991).

## Ранние годы
Родилась 26 февраля 1943 года в деревне Васюлишкес Швенчёнского района во время оккупации Литовской ССР Германией. В 1949—1956 годах училась в Калтаненской семилетней школе, в 1956—1960 годах — в средней школе в Вильнюсе. В 1960—1965 годах училась в Вильнюсском университете на факультете экономики промышленности.
После аспирантуры на том же факультете (1970—1971) Казимира Прунскене защитила диссертацию по политэкономии в Институте экономики Академии наук Латвийской ССР, где имелся единственный в Прибалтике учёный совет по этой дисциплине, и получила учёную степень кандидата экономических наук (1971). Её научным руководителем был Альгирдас Бразаускас.
В 1965—1986 годах работала преподавателем, старшим преподавателем, с 1978 года — доцентом на факультете экономики промышленности Вильнюсского университета. В 1986 году защитила докторскую диссертацию.

## Советская карьера
В 1981—1986 гг. в научных командировках в университетах Венгрии, в 1982—1983, 1986, 1988 — в университетах ФРГ. Была заместителем директора по науке Института экономики сельского хозяйства 1986—1988, ректором Института повышения квалификации руководящих работников и специалистов народного хозяйства 1988—1989.
В 1988 году стала одним из главных разработчиков концепции экономической самостоятельности Литовской ССР и одним из основателей Саюдиса — Литовского Движения за перестройку, входила в его инициативную группу и Совет сейма. Стала заместителем председателя Совета министров Литовской ССР (1989—1990). Избрана народным депутатом СССР от Шяуляйского избирательного округа (1989) и участвовала в работе Верховного Совета СССР и Съезда народных депутатов СССР (1989—1990).

## Литовская Республика
В феврале 1990 года была избрана депутатом Верховного Совета Литовской ССР, 11 марта 1990 года провозгласившего восстановление независимости Литвы и переименованного впоследствии в Восстановительный Сейм. Стала премьер-министром первого правительства 17 марта 1990 года. Её встречи в 1990 году с лидерами западных стран — США (Джордж Буш), Великобритании (Маргарет Тэтчер), Франции (Франсуа Миттеран), ФРГ (Гельмут Коль) принесли ей широкую известность как «Янтарной леди» (по аналогии с «Железной леди» Маргарет Тэтчер) и вынудили М. С. Горбачёва начать переговоры. Обвинения в безуспешных переговорах с руководством Советского Союза на фоне экономической блокады, вызванное ростом цен недовольство населения вынудили её уйти в отставку незадолго до событий 13 января 1991 г., в Литве официально квалифицируемых как агрессия Советского Союза.
После ухода в отставку активно оппонировала курсу литовских правых, возглавляемых председателем Верховного Совета Витаутасом Ландсбергисом. В результате была обвинена в связях с КГБ. Впоследствии неоднократно опровергала эти сведения через суд.
Является одной из учредителей Балтийской женской баскетбольной лиги, которую возглавляла более 15 лет, с февраля 2013 года стала её почётным президентом.
Одна из учредительниц Женской партии Литвы (лит. Lietuvos moterų partija, 1995), с 25 февраля 1995 до 1998 год председатель партии, с 1998 г. председатель преобразованной партии Новой демократии / Женской (лит. Naujosios demokratijos / Moterų partija), с 2000 г. председатель партии под обновлённым названием Партия новой демократии (лит. Naujosios demokratijos partija). Избиралась членом Сейма от Женской партии Литвы (1996—2000), с 2000 г. от Партии новой демократии.
В 2001 году стала председателем Союза партий крестьян и новой демократии (лит. Valstiečių ir Naujosios demokratijos partijų sąjunga).
Участвовала в выборах президента Литовской Республики в 2004 году. В голосовании второго тура 27 июня 2004 года на досрочных президентских выборах набрала 47,8 % голосов избирателей, незначительно уступив Валдасу Адамкусу.
После выборов в Сейм 2004 году при распределении коалицией Социал-демократической партии, Нового союза, Трудовой партии и Союза партий крестьян и новой демократии министерских портфелей в ноябре 2004 года стала министром сельского хозяйства.
На выборах президента в 2009 году заняла пятое место.
5 декабря 2009 года на съезде партии «Литовский народный союз» избрана председателем партии.
Возглавляет «УкраЛиту» — общественную организацию, способствующую экономическому обмену между Литвой и Украиной.
26 февраля 2012 года перенесла инсульт, перенесла две операции (восстановлены кости черепа, которые были удалены из-за отёка головного мозга), после чего она впала в кому. Инсульт нарушил левое полушарие мозга, Прунскене разбил паралич.
Восстановительную реабилитацию проходила в Московском научном центре неврологии.
После реабилитации в Москве, в первых числах апреля 2013 года вернулась в Литву, проживает  в усадьбе у сына в Швянченском районе, в деревне Жвирблишкес (она не владеет левой рукой и потому нуждается в постоянной помощи близких). Сейчас (2015) состояние К. Прунскене стабильно.

## Семья
В разводе. Две дочери и сын.
- Сын Вайдотас Прунскус (1966) — деятель Союза партий крестьян и новой демократии, член совета самоуправления Швенчёнского района.
- Дочери Раса Вайткене (1962) и Дайвита (1971).

## Награды и звания
- Орден Великого князя Литовского Гядиминаса II степени
- Медаль Независимости Литвы
- Памятный знак за личный вклад в развитие трансатлантических отношений Литвы и по случаю приглашения Литовской Республики в НАТО (2003)[8]
- Медаль по случаю двадцатой годовщины восстановления независимости Литвы (2010)[9]
- Большой крест ордена «За заслуги перед Федеративной Республики Германия» (Германия)
- Великий офицер Орден Заслуг (2003, Португалия)[10]
- Орден Достык 2-й степени (14 января 2015, Казахстан)[11]
- Почётный гражданин Швенчёнского района (решение самоуправления Швенчёнского района от 3 июня 2003).

## Книги
- Gintarinės ledi išpažintis. Vilnius: Politika, 1991.
- Leben für Litauen. Frankfurt/Main, Berlin, Ullstein, 1992
- Užkulisiai. Vilnius: Politika, 1992.
- Iššūkis drakonui. Kaunas: Europa,1992.
- Išsivadavimo kaina. Vilnius: Politika, 1993.
- Laisvėjimo ir permainų metai. Vilnius: Viltis, 1995.
- Markt Baltikum: Geshäfts- und Investionsratgeber für die Praxis. Freiburg, Berlin: Rudolf Haufe Verlag, 1995.
- Apie dabartį ir ateitį. Vilnius, 2002.
- Lietuvos moterys (альбом «Женщины Литвы», составитель и автор текста). Vilnius: Lietuvos Europos institutas, 2002